# (32962) 1996 PH1
1996 PH1 (asteroide 32962) é um asteroide da cintura principal. Possui uma excentricidade de 0.05919450 e uma inclinação de 2.88593º.
Este asteroide foi descoberto no dia 11 de agosto de 1996 por George R. Viscome em Rand.